# Brüll Alfréd
Brüll Alfréd (Budapest, 1876. december 10. – Kecskemét vagy Auschwitz, 1944) nagyiparos, a magyar sport mecénása, számos sportegyesület elnöke vagy tiszteletbeli elnöke.
A holokauszt áldozata lett. Nem tudni bizonyosan, hol halt meg: egyes források szerint Kecskeméten ölték meg, de valószínűbb, hogy Auschwitzban.

## A magyar sportban betöltött szerepe
1906-tól a Sport-Világ, 1908-tól a Nemzeti Sport munkatársaként dolgozott. Sportszeretete később a Magyar Testgyakorlók Körébe (MTK) vitte, melynek vezetője lett. 1904-ben a Magyar Atléta Szövetség első alelnöke, két év mulva a Magyar Úszószövetség elnöke lett. 1908-ban a Tornász Szövetség alelnöke. Közben a Magyar Labdarúgó-szövetség megalapozásában is tevékeny részt vett. A futballszövetség 1906-ban tiszteletbeli tagjává, a később megalakuló Magyar Birkózók Szövetsége pedig elnökének választja. 
Működésével túlnő a magyar sport határain. A Nemzetközi Amatőr Birkózó Szövetség a párizsi olimpiász alkalmával (1924) elnökévé választja. Nyelvtudása és szónoki képessége kiválóan alkalmassá tették a magyar sport propagálására. Már a háborús években a legjelentősebb magyar sportembernek ismerték. Az úszósport és a birkózás modern szabály- és versenyrendszerének egyik kialakítója. A Testnevelési Tanácsnak, a legfőbb állami testnevelési hatóságnak már 1912. tagja és kinevezését megújítják 1918-ig. Díszelnöke és tiszteletbeli elnöke összesen 26 sport-egyesületnek. 
Nagy figyelemmel fordult az új sportágak felé, az első magyar úrvezetők közé tartozik az automobilozás és a jachtversenyzés terén. Sok atlétát támogatott, hogy külföldi versenyükről anyagi okok miatt el ne maradjanak. A legnagyobb támogatást egyesületének, az MTK-nak nyujtotta. Az MTK pálya építésekor 150 000 koronát bocsátott a klub rendelkezésére, amiért részvényeket kapott. Később a részvényeket odaajándékozza magának az MTK-nak

## Az MTK elnöke és mecénása
1905-től 1940-es feloszlatásáig az MTK elnöke és mecénása. Sportszerető elnökként sokszor saját magánvagyonát áldozta fel a kék-fehér klub sportsikerei érdekében. 1912-ben 155 000 koronával támogatta a Hungária körúti MTK-pálya felújítását. Az ennek fejében kapott részvényeket a klubnak ajándékozta. 35 éves elnöksége alatt a kék- fehérek példátlan 15 bajnoki címet nyertek. A második zsidótörvény hatására Brüll Alfréd, Preiszman Lajos és Fodor Henrik az 1940. június 26-án megtartott klubértekezleten úgy döntöttek, hogy – mivel mást úgysem tehetnek – a csapat érdekében visszavonulnak. A játékosok és más érintettek azonban arra az álláspontra helyezkedtek, hogy elnökük és munkatársaik nélkül nem folytatják tovább. A Hungária FC (1926-tól 1940-ig ezen a néven szerepelt az MTK) kimondta teljes feloszlatását. Svájcba emigrált, majd 1943-ban, az üldöztetések megszüntetéséről kapott hamis értesülés nyomán hazatért Magyarországra, ahol a nyilasok elfogták és meggyilkolták.

## Emlékezete
2017 júniusában az MTK vezetősége és Budapest VIII. kerületének önkormányzata utcát nevezett el róla a Hidegkuti Nándor Stadion mellett. Botlatókővét 2019 decemberében a VI. kerületi Andrássy út 9. számú ház előtt helyezték el.